# Phthirusa guyanensis
Phthirusa guyanensis är en tvåhjärtbladig växtart som först beskrevs av Kl., och fick sitt nu gällande namn av August Wilhelm Eichler. Phthirusa guyanensis ingår i släktet Phthirusa och familjen Loranthaceae. Inga underarter finns listade i Catalogue of Life.